# Simba Sithole
Simbarashe "Simba" Nhivi Sithole (ur. 10 stycznia 1991 w Masvingo) – zimbabwejski piłkarz grający na pozycji napastnika. W swojej karierze rozegrał 10 meczów i strzelił 1 gola w reprezentacji Zimbabwe.

## Kariera klubowa
Swoją karierę piłkarską Sithole rozpoczął w klubie Shooting Stars FC. W sezonie 2010 zadebiutował w jego barwach w pierwszej lidze zimbabwejskiej. W latach 2011–2012 występował w CAPS United, a w 2012 przeszedł do Dynamos FC, z którym w sezonie 2012 sięgnął po dublet - mistrzostwo i Puchar Zimbabwe. W sezonie 2012/2013 był piłkarzem południowoafrykańskiego Supersport United FC, a w 2013 wrócił do Dynamos FC, z którym został mistrzem Zimbabwe. W sezonie 2013/2014 był graczem Ajaksu Kapsztad. W latach 2014–2015 ponownie grał w Dynamos FC, z którym w 2014 został mistrzem, a w 2015 wicemistrzem kraju. W latach 2016–2017 występował w CAPS United. W 2016 wywalczył z nim mistrzostwo Zimbabwe. W 2017 grał w tanzańskim Singida United FC, a w 2018 najpierw w Ngezi Platinum FC, a następnie w CAPS United. W 2019 był zawodnikiem Dynamos FC, w którym zakończył karierę.

## Kariera reprezentacyjna
W reprezentacji Zimbabwe Sithole zadebiutował 6 lutego 2013 w wygranym 2:1 towarzyskim meczu z Botswaną, rozegranym w Harare.